# Toni Kinshofer
Toni Kinshofer, né en 1934 à Bad Wiessee et mort en 1964 aux rochers du Battert (Baden-Baden), est un alpiniste allemand surtout connu pour être l'auteur de la première ascension hivernale de la face nord de l'Eiger en 1961 en compagnie de Toni Hiebeler.

## Biographie
Après avoir ouvert l'ère des grandes hivernales alpines avec la première ascension hivernale de la face nord de l'Eiger, Toni Kinshofer tente en 1962 une hivernale à la face nord du Cervin avec Toni Hiebeler. Il participe également à trois expéditions au Nanga Parbat en atteignant 7 150 mètres d'altitude en 1961 sur le versant Diamir, en atteignant le sommet par le même versant l'année suivante, et échouant en 1963 sur le versant Rupal. Il donne son nom à une voie sur cette montagne. Il trouve la mort en 1964 à l'école d'escalade de Battert.

## Ascensions
- 1959 - Face est directe de la Vordere Karlspitze (Kaisergebirge) avec Anderl Mannhardt
- 1961 - Face nord du Hochiss avec Anderl Mannhardt
- 1961 - Ascension hivernale de la face nord de l'Eiger, avec Toni Hiebeler, Walter Almberger et Anderl Mannhardt
- 1962 - Deuxième ascension du Nanga Parbat, avec Siegfried Löw et Anderl Mannhardt, neuf ans après Hermann Buhl